# Římskokatolická farnost Nečemice
Římskokatolická farnost Nečemice (lat. Netschenicium, něm. Netschenitz) je církevní správní jednotka sdružující římské katolíky na území vesnice Nečemice a v jejím okolí. Organizačně spadá do lounského vikariátu, který je jedním z 10 vikariátů litoměřické diecéze. Centrem farnosti je kostel svatého Bartoloměje v Nečemicích.

## Historie farnosti
Od roku 1355 je v místě doložena plebánie. Od roku 1784 jsou vedeny matriky. Od 27. srpna 1786 zde byla lokálie a působil zde duchovní. Farnost byla kanonicky obnovena roku 1857 a od toho roku zde působil samostatný farář.

### Duchovní správcové vedoucí farnost
Začátek působnosti jmenovaného v duchovní správě farnosti od:
- 1355 Slávek a Oldřich (výměna plebánie)
- 1360 Nicolaus
- 1366 Udalricus
- 1369 Nicolaus ze Slivence
- 1375 Martinus
- 1380 Procopius
- 1400 Hrzek
- 1414 Joannes Sádek
- Dobeš
- 1786 cap. loc. Josef Zillinger (Zillger[3])
- 1805 cap. loc. vacat
- 1805 cap. loc. Josef Letz
- 1806 cap. loc. Adalb. Tischler, n. 25.11. 1775 Litomericens, o. 12. 9. 1802, † 25. 9. 1828
- 1815 cap. loc. Christoph Werner n. 14. 1. 1782 Schüttenitz, o. 30. 8. 1806, † 4. 8. 1869
- 1822 par. vacat, admin. Anton. Horn
- 1822 cap. loc. Ignaz Neczas (Nečzas[3]), n. 29. 3. 1788 Saubernitz, o. 28. 9. 1811, † 26. 5. 1862
- 1825 cap. loc. Wenc. Haidler (Ferdinand Heidle[3]), n. 24. 2. 1787 Cloesterlens., o. 30. 8. 1810, † 1. 3. 1836
- 1836 cap. loc. Josef Böhm n. 6. 5. 1792 Pablowitz, o. 15. 8. 1816
- 1837 cap. loc. Johann Waitzenecker (Waitzenäcker[3]), n. 21. 7. 1793 Caaden, o. 15. 8. 1816, † 6. 7. 1869
- 1843 cap. loc. Car. Dittrich, n. 25. 7. 1813 Bezdik. o. 3. 8. 1837, † 15. 10 1893
- 1845 cap. loc. Franz Ehm, n. 22. 10. 1808 Mašťov, o. 28. 9. 1832, † 7. 10. 1855
- 1853 cap. loc. Josef Klein, n. 6. 10. 1818 Turtschens. o. 29. 7. 1842
- 1858 proto-par. (prvo-farář) Josef Klein, n. 6. 10. 1818 Turtschens. o. 29. 7. 1842, † 19. 12. 1869
- 1867 Wenzel Böhmm n. 28. 11. 1827 Wchinitz. o. 25. 7. 1851, † 20. 12. 1886
- 1869 Franz Dichtl, n. 1. 12. 1828 Neustift. o. 31. 7. 1853
- 1871 par. vacat, admin. int. Jos. Lang
- 1871 Franz Wit, n. 12. 10. 1831 Pacov, o. 25. 7. 1856
- 1880 Franz Pflanzer, n. 19. 11. 1832 Horaždovic. o. 2. 8. 1863, † 14. 12. 1889
- 1890 Franz Pražák, n. 1. 2. 1852 Solnic. o. 14. 7. 1877, † 15. 3. 1907
- 1896 Franz Voráček (Boraček[3]), n. 1. 10. 1862 Krtel, o. 22. 5. 1887, † 29. 6. 1929
- 1904 Josef Kazda,[3] n. 13. 9. 1866 Jičín, o. 1. 6. 1890, † 21. 3. 1949
- 1910 Josef Sobotka, n. 2. 5. 1873 Ml. Boleslav, o. 27. 10. 1895
- 1919 Car. Zahradník n. 13. 12. 1876 Hluboká, o. 22. 7. 1900
- 1925 par. vacat, admin. interc. Joann. Reissig
- 1927 par. vacat, admin. interc. Bened. Sagner
- 1. 11. 1933 Benedikt Sagner, n. 1. 7. 1892 Zwoischen, o. 29. 6. 1917, † 14. 1. 1945. Za nacistické okupace byl udán jednou učitelkou, že poslouchá cizí rozhlasové vysílačky ze Švýcarska. 20. srpna 1942 byl zatčen. Byl odsouzen na tři léta káznice. Vězněn byl v hesenském městě Diez an der Lehn. Ve vězení pak zemřel.[4]
- 1. 10. 1945 Car. Kunze
- 1. 9. 1946 Albert Práza
- 1. 1. 1952 Josef Just
- 1. 10. 1963 Ignác Stodůlka
- 1. 8. 1964 František Kolář
- 1. 5. 1969 Jiří Kabát, admin. exc.
- 1. 12. 1977 Jaroslav Saller CSsR
- 24. 10. 1996 Libor Švorčík
- 1. 8. 1998 Josef Antonín Špaček O. Praem.
- 1. 3. 2000 Ivan Marek Zálehla O. Praem.
- 1. 9. 2001 Vilém Marek Štěpán, O.Praem., admin. exc.[5]

Kromě kněží stojících v čele farnosti, působili ve farnosti v průběhu její historie i jiní kněží. Většinou pracovali jako farní vikáři, kaplani, katecheté, výpomocní duchovní aj.

## Území farnosti
Do farnosti náleží území obce:
- Deštnice (Teschnitz)[p 2]
- Nečemice (Netschenitz)[p 2]

## Římskokatolické sakrální stavby na území farnosti
| | Fotografie | Stavba                        | Místo    | Bohoslužby                      | Zeměpisné souřadnice             | Status                     | Číslo kulturní památky           |
| Kostely | Kostely    | Kostely                       | Kostely  | Kostely                         | Kostely                          | Kostely                    | Kostely                          |
| --- | ---------- | ----------------------------- | -------- | ------------------------------- | -------------------------------- | -------------------------- | -------------------------------- |
| 1. |            | Kostel sv. Bartoloměje        | Nečemice | bližší informace o bohoslužbách | 50°14′29″ s. š., 13°38′30″ v. d. | farní kostel               | 42774/5-1277 (Pk•MIS•Sez•Obr•WD) |
| 2. |            | Kostel Navštívení Panny Marie | Deštnice | bližší informace o bohoslužbách | 50°13′51″ s. š., 13°36′35″ v. d. | filiální kostel, hřbitovní | —                                |
| Některé drobné sakrální stavby a pamětihodnosti lze dohledat zde v databázi Drobné sakrální památky Zaniklé sakrální stavby lze dohledat zde v databázi Poškozené a zničené kostely, kaple a synagogy v České republice |            |                               |          |                                 |                                  |                            |                                  |

Ve farnosti se mohou nacházet i další drobné sakrální stavby, místa římskokatolického kultu a pamětihodnosti, které neobsahuje tato tabulka.

## Příslušnost k farnímu obvodu
Z důvodu efektivity duchovní správy byl vytvořen farní obvod (kolatura) farnosti Liběšice u Žatce, jehož součástí je i farnost Nečemice, která je tak spravována excurrendo.